# Xianshou
Genre
Espèces de rang inférieur
- † X. linglong Bi et al.[1], 2014
- † X. songae Bi et al.[1], 2014

Xianshou est un genre fossile de Mammaliaformes de l'ordre des Haramiyida et de la famille des Eleutherodontidae. 

## Historique
Les deux espèces attribuées au genre Xianshou, à savoir X. linglong et X. songae, ont été découvertes sur le site fossilifère de Daxishan, dans la formation géologique de Tiaojishan, datée du Jurassique moyen à supérieur,, dans l'ouest de la province du Liaoning, près de la ville de Linglongta, dans le Nord-Est de la Chine. Ce site est daté plus précisément de l'Oxfordien (Jurassique supérieur), entre 161,0 ± 1,44 et 158,5 ± 1,6 Ma (millions d'années). Il fait partie du biote de Yanliao. Les deux espèces ont été décrites en 2014, en compagnie d'un autre nouveau genre d'haramiyidiens : Shenshou.
Le nom de genre Xianshou est composé des mots du mandarin (xiān 仙), signifiant « immortel », et shou, signifiant « animal ». Le nom d'espèce linglong vient du mot chinois 玲瓏, « exquis », que l'on retrouve dans le nom de la ville de Linglongta proche du site fossilifère, et le nom d'espèce songae rend hommage au découvreur de l'espèce, Rufeng Song.

## Description
Xianshou songae mesure environ 20 cm de longueur, répartis à parts à peu près égales entre le corps et la queue. Sa masse est de l'ordre de 40 grammes. L'espèce Xianshou linglong est plus grande : son crâne d'environ 3 cm de long est environ deux fois plus grand, et sa masse est estimée à 83 grammes.
Xianshou diffère des genres Shenshou et Arboroharamiya par sa première incisive supérieure qui est particulièrement petite, et par ses molaires supérieures et inférieures ovoïdes.
Un réexamen du fossile de X. songae en 2017 a montré des traces de membranes de peau tendues entre les membres et certaines parties du corps, des patagiums, qui indiquent que c'était un animal « volant » (vol plané), à la manière des écureuils volants modernes. Il rejoint d'autres haramiyidiens « volants », comme Maiopatagium et Vilevolodon, provenant de la même formation géologique.

## Paléobiologie
Le squelette léger de Xianshou, sa longue queue préhensile et ses mains et pieds adaptés pour grimper et s'accrocher en font un animal vraisemblablement arboricole. Ses dents à plusieurs cuspides indiquent que Xianshou était probablement omnivore, avec un régime d'insectes, de fruits à coque et de fruits plus tendres.

## Classification
Xianshou est un haramiyidien euharamiyidien de la famille des éleutherodontidés. Les haramiyidiens sont des Mammaliaformes basaux et non des mammifères,,.
Les descripteurs de Xianshou ont proposé la phylogénie suivante en 2014 :
|  | Eleutherodon                                               |
|  |                                                            |
|  | \| \| Sineleutherus \| \| \| \| \| \| Xianshou \| \| \| \| |
|  |                                                            |
|  | Sineleutherus                                              |
|  |                                                            |
|  | Xianshou                                                   |
|  |                                                            |

|  | Sineleutherus |
|  |               |
|  | Xianshou      |
|  |               |

|  | Eleutherodon                                               |
|  |                                                            |
|  | \| \| Sineleutherus \| \| \| \| \| \| Xianshou \| \| \| \| |
|  |                                                            |
|  | Sineleutherus                                              |
|  |                                                            |
|  | Xianshou                                                   |
|  |                                                            |

|  | Sineleutherus |
|  |               |
|  | Xianshou      |
|  |               |

|  | Eleutherodon                                               |
|  |                                                            |
|  | \| \| Sineleutherus \| \| \| \| \| \| Xianshou \| \| \| \| |
|  |                                                            |
|  | Sineleutherus                                              |
|  |                                                            |
|  | Xianshou                                                   |
|  |                                                            |

|  | Sineleutherus |
|  |               |
|  | Xianshou      |
|  |               |

|  | Eleutherodon                                               |
|  |                                                            |
|  | \| \| Sineleutherus \| \| \| \| \| \| Xianshou \| \| \| \| |
|  |                                                            |
|  | Sineleutherus                                              |
|  |                                                            |
|  | Xianshou                                                   |
|  |                                                            |

|  | Sineleutherus |
|  |               |
|  | Xianshou      |
|  |               |